# Christoph Mick
Christoph Mick (Bozen, 2 augustus 1988) is een Italiaanse snowboarder. Hij vertegenwoordigde zijn vaderland op de Olympische Winterspelen 2014 in Sotsji.

## Carrière
Mick maakte zijn wereldbekerdebuut in januari 2006 in Kronplatz. In februari 2007 scoorde de Italiaan in Bardonecchia zijn eerste wereldbekerpunten. Op de FIS wereldkampioenschappen snowboarden 2011 in La Molina eindigde hij als veertiende op de parallelreuzenslalom en als 34e op de parallelslalom. In oktober 2011 behaalde Mick in Landgraaf zijn eerste toptienklassering in een wereldbekerwedstrijd. In Stoneham nam Mick deel aan de FIS wereldkampioenschappen snowboarden 2013. Op dit toernooi eindigde hij als dertigste op de parallelslalom. Tijdens de Olympische Winterspelen van 2014 in Sotsji eindigde de Italiaan als twintigste op de parallelslalom en als 28e op de parallelreuzenslalom.
In januari 2015 stond Mick in Bad Gastein voor de eerste maal in zijn carrière op het podium van een wereldbekerwedstrijd. Op de FIS wereldkampioenschappen snowboarden 2015 in Kreischberg eindigde hij als elfde op de parallelslalom. Op 19 december 2015 boekte de Italiaan in Cortina d'Ampezzo zijn eerste wereldbekerzege. In de Spaanse Sierra Nevada nam Mick deel aan de FIS wereldkampioenschappen snowboarden 2017. Op dit toernooi eindigde hij als 24e op de parallelreuzenslalom en als 31e op de parallelslalom.

## Resultaten

### Olympische Winterspelen
| Jaar | Plaats | Resultaten                                  |
| ---- | ------ | ------------------------------------------- |
| 2014 | Sotsji | 20e Parallelslalom 28e Parallelreuzenslalom |

### Wereldkampioenschappen
| Jaar | Plaats        | Resultaten                                  |
| ---- | ------------- | ------------------------------------------- |
| 2011 | La Molina     | 34e Parallelslalom 14e Parallelreuzenslalom |
| 2013 | Stoneham      | 30e Parallelslalom                          |
| 2015 | Kreischberg   | 11e Parallelslalom                          |
| 2017 | Sierra Nevada | 31e Parallelslalom 24e Parallelreuzenslalom |

### Wereldbeker
Eindklasseringen
| Seizoen   | Algm | PAR | PGS | PSL   |
| --------- | ---- | --- | --- | ----- |
| 2006/2007 | 285e | 74e | –   | –     |
| 2007/2008 | 327e | 72e | –   | –     |
| 2009/2010 | 255e | 58e | –   | –     |
| 2010/2011 | 61e  | 29e | –   | –     |
| 2011/2012 | –    | 29e | –   | –     |
| 2012/2013 | –    | 34e | 29e | 34e   |
| 2013/2014 | –    | 30e | 42e | 18e   |
| 2014/2015 | –    | 15e | 19e | 14e   |
| 2015/2016 | –    | 6e  | 7e  | 5e    |
| 2016/2017 | –    | 10e | 19e | Brons |
| 2017/2018 | –    | 21e | 25e | 9e    |

Wereldbekerzeges
| Datum            | Plaats            | Onderdeel      |
| ---------------- | ----------------- | -------------- |
| 19 december 2015 | Cortina d'Ampezzo | Parallelslalom |
| 10 januari 2017  | Bad Gastein       | Parallelslalom |